# البينابورا
البينابورا اسم يطلق على شجرة تنمو في منطقة الغابات المطيرة بكل من نيوساوث وويلز وكوينزلاند في أستراليا ونيوزيلندا.
ويطلق على هذا أحوع من الأشجار أيضا اسم الزان أو الساج الرمادي.ويمتاز شجر البينابورأ بالطول الفارع الذي يصل إلى 40م.
وتمتاز هذه الأشجار أيضا بجذع عريض وقلف حرشفي رمادي اللون وأوراق سميكة تتساقط جزئيا. والأزهار بيضاء وكبيرة نسبيا،
تنمو في شكل عنقودي بثمار زرقاء. وتعطي أشجار البينابورا أخشابا خالية من الشوائب، قوية ولاتنكمش مطلقا. وأخشابها صالحة، لصناعة الأثاث والتجهيزات العامة المستخدمة داخل المنازل وكذلك في النحت.
ورغم أنها أخشاب نادرة، الا ان فناني النقمق على الأخشاب يفضلونها لصنع المنحوتات النادرة.